# Suojärvi (sjö i Finland, Norra Österbotten, lat 63,78, long 25,00)
Suojärvi är en sjö i Finland. Den ligger i kommunen Nivala i landskapet Norra Österbotten, i den centrala delen av landet, 400 km norr om huvudstaden Helsingfors. Suojärvi ligger 130,9 meter över havet. Arean är 98,9 hektar och strandlinjen är 5,85 kilometer lång. Sjön  ingår i Kalajoki älvs huvudavrinningsområde.   I omgivningarna runt Suojärvi växer i huvudsak blandskog.